# Ōkōchi Denjirō

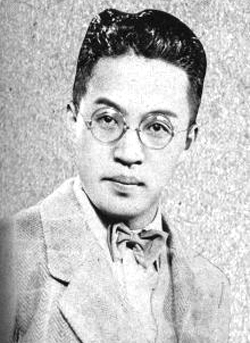
Ōkōchi Denjirō

Ōkōchi Denjirō (japanisch 大河内 傳次郎, eigentlich Ōbe Masuo (大邊 男); geboren 5. Februar 1898 in der Präfektur Fukuoka; gestorben 18. Juli 1962 in der Präfektur Kyōto) war ein japanischer Filmschauspieler.

## Leben und Wirken
Ōkōchi Denjirō wollte Dramatiker werden und trat dem „Shinkokugeki Literature Club“ (新国劇文芸部) bei. Er wechselte aber später zur Schauspielerei und schloss sich 1926 dem Filmunternehmen Nikkatsu an. Sein Talent wurde vom Regisseur Itō Daisuke erkannt, und so kam er 1926 zu seinem Debüt mit „Chōkon“ (長恨) – „Ewiger Groll“. Danach spielte er in der Trilogie „Chūji Tabi Nikki“ (忠次旅日記) 1927 und „Chikemuri Takadanobaba“ (血煙高田馬場) 1928 desselben Regisseurs und wurde zu einem beliebten Star mit würdevollem Auftreten und seriösem Schauspiel. Tange Sazen, den er in „Shinban Ōoka Seidan“ (新版大岡政談) 1928 spielte, wurde allseits gelobt. Nach dem Beginn der Tonfilme wurde seine einzigartige Vokalisation mit einem natürlichen Akzent zum neuen Charme, wobei er auch eine solide Leistung in modernen Dramen zeigte.

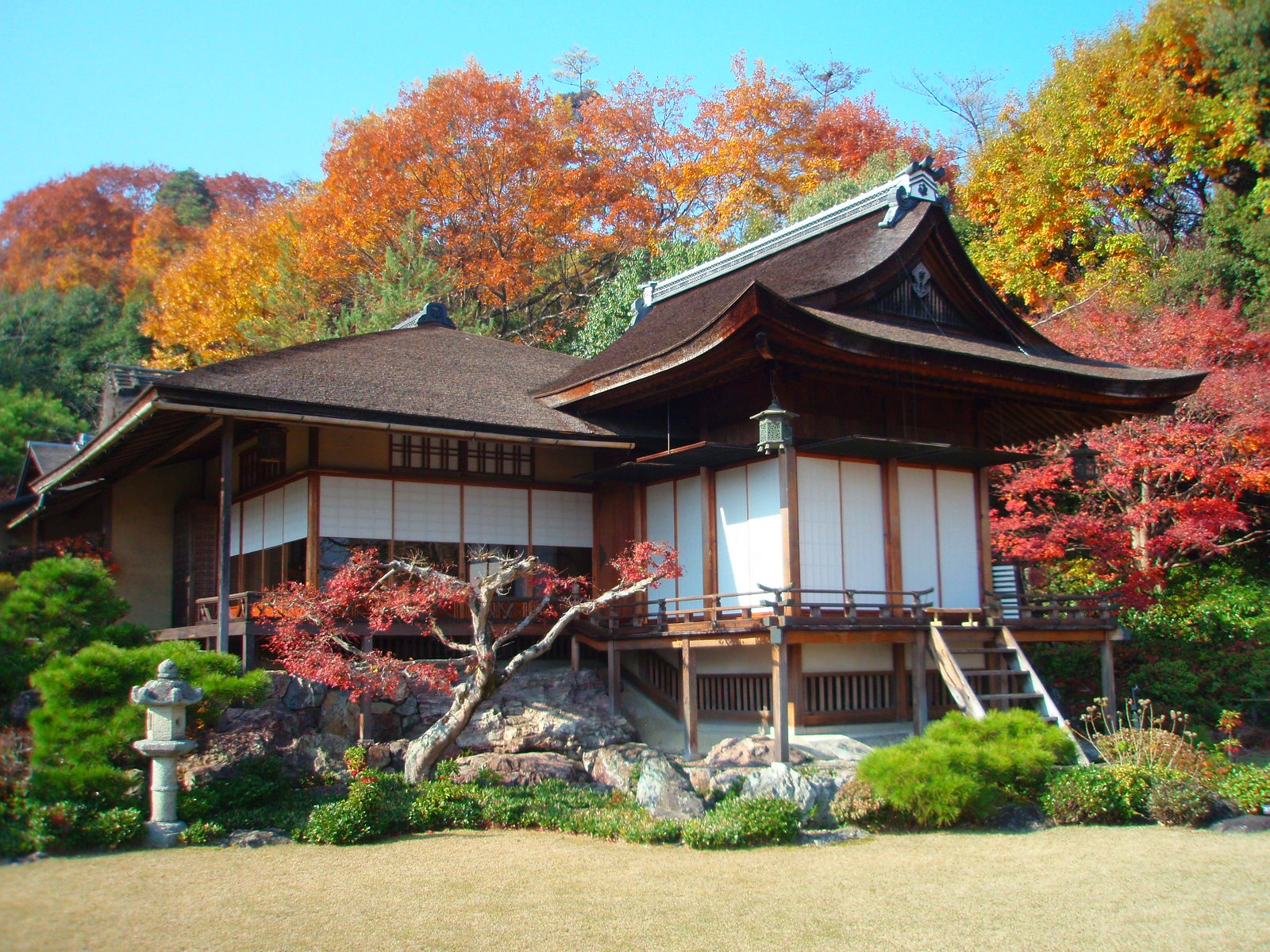
„Ōkōchi Sansō“

Die Bergvilla in Ogurayama (小倉山) in der Präfektur Kyoto, die Ōkōchi sich in seinen späteren Jahren erbauen ließ, ist als „Ōkōchi Sansō“ (大河内山荘) zu einer Anlage mit berühmten Garten im „Rakusei“ (洛西), das heißt „im Westen von Kyōto“, geworden.